# Studio Guillaume Tell

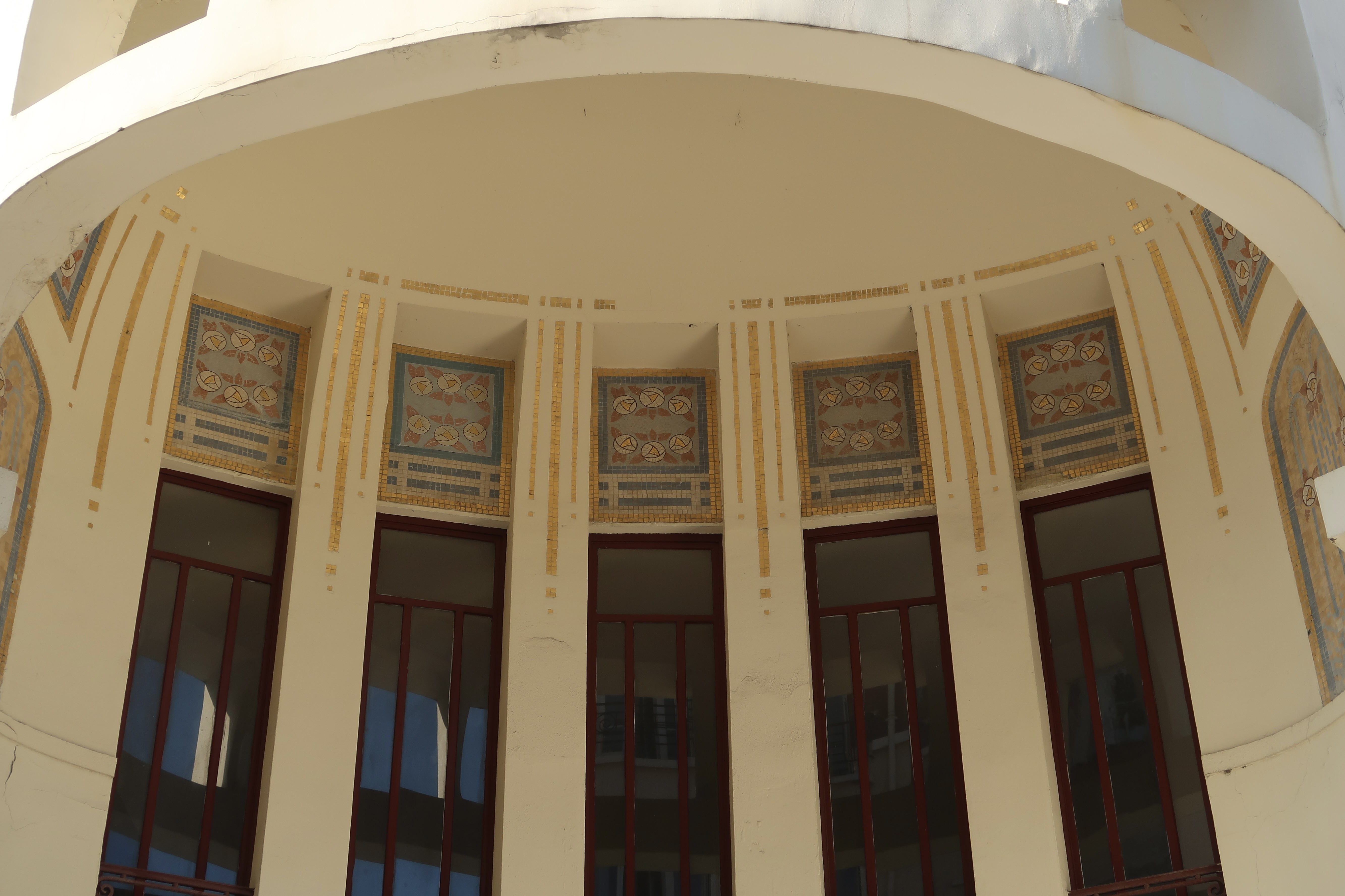
Détail des mosaïques sous le porche.

Le studio Guillaume Tell est un célèbre, studio d'enregistrement musical, situé au 20 avenue de la Belle-Gabrielle à Suresnes (Hauts-de-Seine).

## Historique
Le studio est créé en 1986 par Roland Guillotel, d'où son nom de « Guillaume Tell ». 
Il se trouve à l'emplacement de l'ancien cinéma Le Capitole. La façade du bâtiment a été conservée (les panneaux « Cinéma », « Théâtre » et « Concerts » ont été retirés). Construit à la fin des années 1920, Le Capitole disposait d'une capacité de 900 places. Il ferme en 1985, et renaît en 1999 sur un autre site, 3 rue Ledru-Rollin, à côté de la nouvelle médiathèque de la ville,.
L'immeuble est inscrit à l'inventaire général du patrimoine culturel.

## Descriptif

### Studio A
D'une surface de 300 m2, pouvant accueillir 80 musiciens dans un volume de 3 200 mètres cubes avec, en complément, 4 cabines d'isolation. Équipée d'une console analogique Solid State Logic SL 9 096 J Series, 96 voies pour l'enregistrement et le mixage multicanal (5.1).

### Studio B
D'une surface de 30 m2 adapté pour les enregistrements de voix, chœurs, etc. Le studio est équipé d'une console numérique SONY OXFORD OXF-R3.
Depuis 2021, la cabine est calibrée et certifiée par Dolby Laboratories pour un mixage en Dolby Atmos Music,.

### Autres
- Studio de pré-production équipé d'une cabine de prise de voix.
- Salle de détente avec un bar et un salon[2].

## Artistes qui y ont travaillé
Le studio Guillaume Tell continue d'accueillir de nombreux artistes français comme Eddy Mitchell, Johnny Hallyday, Carlos, Renaud, Mylène Farmer, Claude Berri, Michel Sardou, Serge Lama, Dorothée, Sylvie Vartan, Marlène Jobert et Rika Zaraï et internationaux comme The Rolling Stones, Prince, Ed Sheeran, J. Balvin, Nana Mouskouri, Sting, Peter Gabriel, Rush, Iron Maiden, Ozzy Osbourne, Depeche Mode, Bryan Adams et Elton John, de producteurs, acteurs et musiques de film.